# Топулли, Черчиз
Черчиз Топулли (алб. Çerçiz Topulli; 1880, Гирокастра — 15 июля 1915, Шкодер) — активист борьбы за независимость Албании.

## Биография

### Вооружённое сопротивление
В семейной атмосфере, в которой он вырос, в частности, благодаря влиянию своего старшего брата Бахо Топулли, Черчиз выработал свои патриотические идеалы. Будучи полон решимости добиться независимости Албании, он уже в молодом возрасте участвовал в первых заседаниях негласного комитета за свободу Албании, который был основан в его родном городе Гирокастре.
После долгого пребывания в Софии в 1907 году он вернулся в Албанию. Он издавал газету Shpresa e Shqipërisë (Надежда Албании), где обращался ко всем албанским патриотам с призывом подняться и бороться против Османской империи за независимость нации. В январе того же года он стал командиром вооружённой группы, которая действовала в основном в южной Албании, в районах Гирокастры и Корчи. Весной того же года его подразделение сделало успешную атаку на командира Османской жандармерии в Гирокастре, также принимал участие в битве против Османских экспедиционных сил.

### После получения независимости
После начала младотурецкой революции Топулли приостановил боевые действия и посвятил себя созданию албаноязычных школ и патриотических клубов. После принятия Декларации о независимости в ноябре 1912 года, он принимал активное участие в защите национальных интересов после получения независимости. В 1913–1914 годах он сражался против греческих повстанцев, стремясь овладеть южною частью нынешней Албании (Северный Эпир).
Начало Первой мировой войны он встретил в Шкодере. После оккупации города армией Черногории, Топулли был арестован. Военный суд приговорил его вместе с близким соратником к смерти по обвинению в разжигании мятежа.
18 марта 1934 в Гирокастре был поставлен памятник Топулли, скульптор Одисе Паскали. В 1936 году его останки были переданы в Гирокастру где и перезахоронены.

## Цитаты
Черчиз Топулли отвергал религиозные различия для достижения национального освобождения:
Каждый мусульманин обязан умереть за христианина, потому что он кровь его крови; таким же образом, каждый христианин должен умереть за мусульманина, который также кровь его собственной крови 
Топулли был активным сторонником борьбы против османов:
Мы идем с ружьем в руках, в горы, в поисках свободы, справедливости, цивилизации и прогресса для всех ... выгнать Турцию с нашей любимой Родины 

## Ссылка
- Robert Elsie: A Biographical Dictionary of Albania. I.B. Tauris 2012, s. 447-448. ISBN 9781780764313.
- Sejfi Vllamasi, Ballafaqime politike ne Shqiperi (1897–1942), Tirana 1995.